# Smscoin
SmsCoin è un gestore di pagamenti via telefono cellulare, specializzato in particolare nel servizio via SMS, che fornisce servizi avanzati basati su messaggistica in 92 Paesi, con il supporto di centinaia di reti dei diversi operatori. L'obiettivo principale è stato fin dalla sua nascita quello di coprire più Paesi possibile.

## Storia

### 2006
Il progetto SmsCoin venne lanciato nel luglio 2006 in quattro soli Paesi (Russia, Ucraina, Kazakistan e Israele), con l'offerta di tre servizi: sms:chat, sms:key e sms:bank. Durante il mese di novembre fu sviluppato un altro servizio, sms:transit, e, entro la fine dell'anno, il numero di Paesi coperti era passato a 13.

### 2007
L'inizio del 2007 è stato contraddistinto dall'aggiunta di alcuni altri Paesi e dallo sviluppo di innovative estensioni per browser e di un Midlet che rese più facile l'accesso dei clienti di SmsCoin alle statistiche dei propri siti web usando il cellulare. La versione in inglese del sito venne presentata in febbraio. Al suo primo anniversario, la compagnia si presentava con cinque diversi servizi SMS, in 18 Paesi in tutto il mondo, lavorando già con oltre 5000 partner e gestendo più di un milione di messaggi SMS.

### 2008
L'anno 2008 iniziò con la presentazione di un nuovo programma per lo sviluppo di moduli pronti per l'uso per i CMS più popolari, dieci dei quali vennero pubblicati sul sito, nonché con il lancio di un nuovo servizio, sms:content.
Nel mese di aprile, SmsCoin annunciò la connessione di 30 Paesi complessivamente.
Durante questo periodo duro causato da una forte concorrenza sul mercato della telefonia mobile, il progetto sopravvisse grazie ai maggiori versamenti e consentendo ai partner di scegliere i propri codici brevi. Inoltre, in tutta Russia, i versamenti sono stati effettuati in rubli, e i partner potevano riscuotere la propria quota di fatturato relativamente frequentemente, ogni cinque giorni.
Nel corso di ottobre e novembre, furono proposte al mercato altre due offerte: il supporto globale, che riuniva tutti i mezzi di contatto basati sull'Instant messaging, ed un supporto internazionale cresciuto a coprire 40 Paesi.

### 2009
Nel marzo 2009 SmsCoin ha annunciato una serie di novità, a partire da una copertura ancora maggiore: 50 Paesi, che comprendevano diversi paesi dell'America Latina, in breve seguiti (nel maggio) da 6 Paesi del Medio Oriente. Il terzo anniversario venne festeggiato con un redesign del sito web e da un miglioramento della struttura progettato per renderla più conveniente. Poco tempo dopo, fu offerto il nuovo servizio sms:donate. Verso la fine dell'anno, con le ultime "acquisizioni" (Cina, Taiwan e Hong Kong), il progetto SmsCoin arrivò a coprire 65 Paesi.
Nel corso del 2009 l'offerta di script pronti per l'uso è stata notevolmente ampliata, nell'ambito di un più vasto piano di miglioramento, ancora in corso.

### 2010
Una sorte ancora migliore è parsa toccare all'inizio del 2010, quando il servizio di SmsCoin coprì Paesi come India e Cipro, considerati "unici" nel mercato dei pagamenti via telefono cellulare.
Insieme ad altri allargamenti del servizio, l'azienda ha già raggiunto un totale di 88 Paesi, diventando così uno dei leader più importanti del mercato dei pagamenti nella telefonia mobile.

## Caratteristiche uniche
SmsCoin è un progetto pubblico open source con registrazione gratuita, che offre diverse caratteristiche uniche e innovative sul mercato internazionale:
- copertura estesa in 92 diversi Paesi;
- vasta libreria di moduli pronti per l'uso per vari CMS e soluzioni immediate per diverse idee.

Come progetto concorrente altamente qualificato, SmsCoin ha catturato l'attenzione di vari progetti noti come HeroCraft, Odnoklassniki, Alawar Entertainment, Depositfiles.

## Critiche
SmsCoin è stato utilizzato più volte per finalità di frode e, nonostante tutti i tentativi di impiego illegale siano stati bloccati, il servizio è stato spesso criticato per la sua semplificazione nel processo di registrazione e nella configurazione e manutenzione dei servizi.